# 汪鵬程
汪鵬程（1921年—1950年代），字致远，蒙古名旺沁多爾濟，蒙古族，伊克昭盟鄂爾多斯左翼後旗札薩克親王蘇木巴爾巴圖第三子，曾任該旗（俗稱達拉特旗）護理札薩克，立法院第1屆立法委員。

## 經歷
- 畢業於中央政治學校[4]（另書作重慶蒙藏學院[5]）
- 鄂爾多斯左翼後旗西協理[4]
- 因殺害“達拉特旗組訓處”王三杰，被綏遠省高等法院扣押[6]
- 中國國民黨綏遠省伊克昭盟達拉特旗執行委員會旗黨部書記長[7]
- 民國卅七年（1948年），當選伊克昭盟選出之立法委員，曾出席第一屆立法院第一會期教育文化委員會、國防委員會、邊政委員會。
- 其兄札薩克康達多爾濟（康王）病故後，民國卅八年（1949年）5月，護理札薩克並兼保安司令
- 1949年11月，伊克昭盟政務委員會委員[8]
- 1950年5月1日，達拉特旗人民政府成立，任旗長[9]
- 達拉特旗人民法院院長（兼）（1950.1-1951.5）[10]
- 1950年9-10月間，參加烏蘭察布盟和伊克昭盟兩盟民族上層聯合參觀團赴京參觀。
- 參觀團返回張家口後被捕（1951年3月16日？[11]），伊盟人民法院判處他無期徒刑，在服刑期間在監獄病死。[8]